# 곤바데카부스

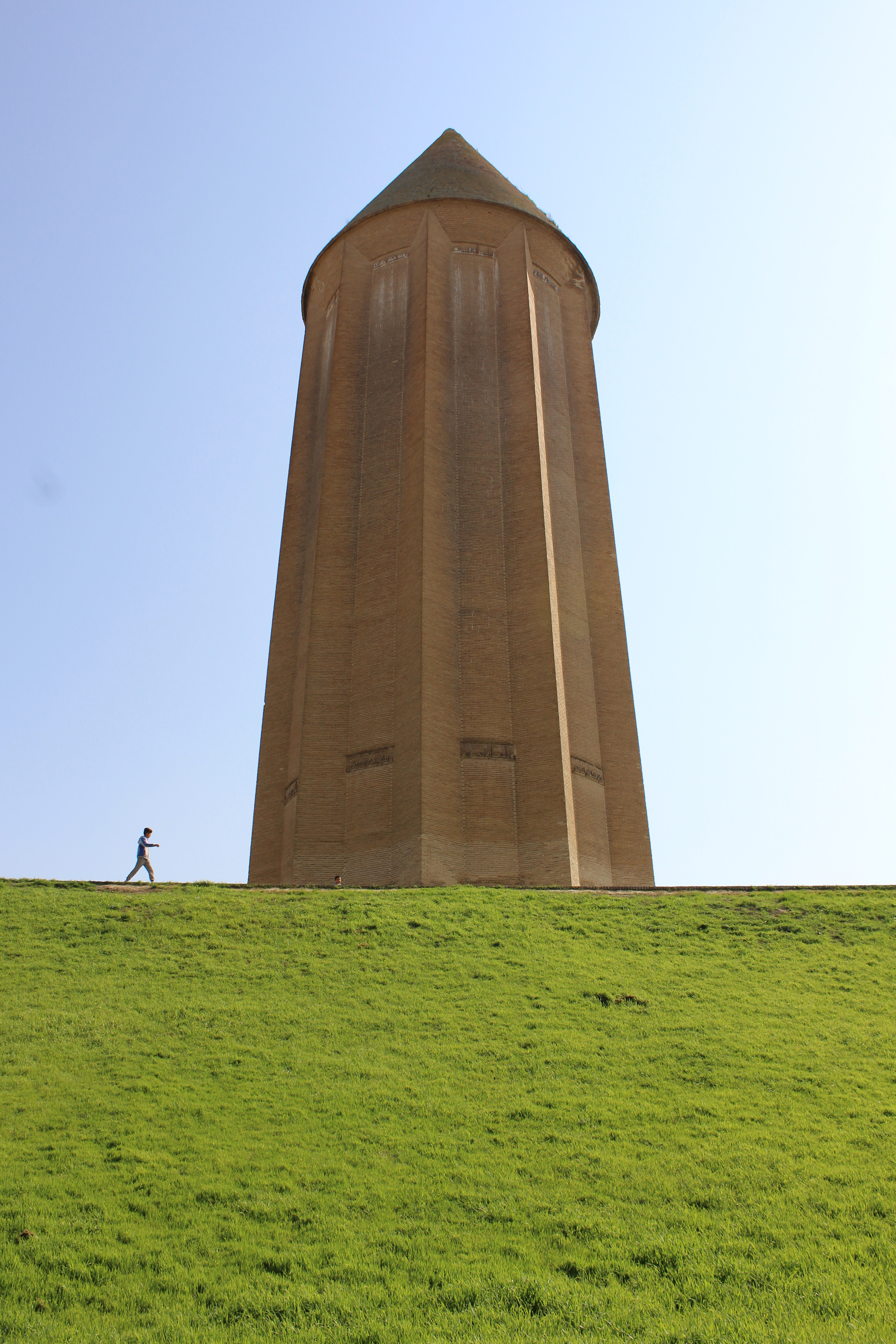

곤바데카부스(페르시아어: گنبد کاووس)는 이란 골레스탄주의 지명이다.

## 같이 보기
- 카이 카부스
- 십각형